# 殺人者の影
殺人者の影（さつじんしゃのかげ、en:The Lawyer)は1970年に公開された法廷ドラマ映画。
医師が妻を殺害したサム・シェパード殺人事件を元にしている。
監督シドニー・J・フューリー。

## キャスト
| 役名                 | 俳優                                   | 日本語吹替                                              |
| 役名                 | 俳優                                   | 東京12ch版                                              |
| -------------------- | -------------------------------------- | ------------------------------------------------------- |
| トニー・ペトロチェリ | バリー・ニューマン                     | 矢田耕司                                                |
| スコット検事         | ハロルド・グールド                     | 宮川洋一                                                |
| ルース               | ダイアナ・マルドア                     | 落合美穂                                                |
| ジャック・ハリソン   | ロバート・コルバート                   | 嶋俊介                                                  |
| アリス・フィスク     | キャスリーン・クローリー               | 沢田敏子                                                |
| モラン警部           | ウィリアム・J・ケマーリング            | 飯塚昭三                                                |
| チャーリー           | ケン・スウォフォード                   | 平林尚三                                                |
| F・J検死官           | E・J・アンドレ                         | 国坂伸                                                  |
| ポール・ハリソン     | ウィリアム・シルベスター               | 加藤正之                                                |
| アンディ・グリア―    | ジェフ・トンプソン                     | 平林尚三                                                |
| ワイラー教授         | アイヴァー・バリー                     | 村松康雄                                                |
| アン・グリア         | メレンディ・ブリット                   | 小林加代子                                              |
| ウィルマ・ハリソン   | メアリー・シャーロット・ウィルコックス | 青木明子                                                |
| ストライカー         | ジェームズ・マクイーチン               | 伊武雅之                                                |
| 不明 その他          | N/A                                    | 藤本譲                                                  |
| 日本語版スタッフ     |                                        |                                                         |
| 演出                 | 演出                                   | 福永莞爾                                                |
| 翻訳                 | 翻訳                                   | 井場洋子                                                |
| 効果                 | 効果                                   | TFCグループ                                             |
| 制作                 | 制作                                   | 東北新社                                                |
| 初回放送             | 初回放送                               | 1975年7月22日 『火曜名画劇場』 21:00-22:25 正味70分35秒 |